# Миляновичівська сільська рада
| Миляновичівська сільська рада — колишня адміністративно-територіальна одиниця та орган місцевого самоврядування у Турійському районі Волинської області з адміністративним центром у селі Миляновичі. Припинила існування 7 листопада 2017 року через об'єднання до складу Луківської селищної територіальної громади Волинської області. Натомість утворено Миляновичівський старостинський округ при Луківській селищній громаді. Сільській раді були підпорядковані населені пункти: - с. Миляновичі - с. Годовичі - с. Залісці - с. Зілове - с. Кличковичі - с. Перевісся - с. Тупали - с. Туровичі |

## Склад ради
Рада складалась з 16 депутатів та голови.

### Керівний склад ради
| ПІБ                      | Основні відомості                                                                             | Дата обрання | Дата звільнення |
| ------------------------ | --------------------------------------------------------------------------------------------- | ------------ | --------------- |
| Шкаран Микола Федорович  | Сільський голова, 1961 року народження, освіта, член Всеукраїнського об'єднання «Батьківщина» | 26.03.2006   | 31.10.2010      |
| Матвіїв Олена Михайлівна | Сільський голова, 1979 року народження, освіта незакінчена вища, позапартійна                 | 31.10.2010   |                 |

Примітка: таблиця складена за даними джерела

## Загальні відомості
Історична дата утворення: в 1940 році.
В Миляновичівській сільській раді працювала 2 школи: 1 початкова і 1 неповна середня, 1 клуб, 2 бібліотеки, 2 медичних заклади, 1 відділення зв'язку, 2 АТС по 100 номерів, 3 торговельних заклади.
На території сільської ради проходить Автошлях Т 0309 Дубечне—Піддубці.

## Населення
Згідно з переписом УРСР 1989 року чисельність наявного населення сільської ради становила 1418 осіб, з яких 625 чоловіків та 793 жінки.
За переписом населення України 2001 року в сільській раді мешкали 1164 особи.

### Мова
Розподіл населення за рідною мовою за даними перепису 2001 року:
| Мова       | Відсоток |
| ---------- | -------- |
| українська | 99,66 %  |
| російська  | 0,26 %   |
| білоруська | 0,09 %   |